# 110 mètres haies aux championnats du monde d'athlétisme 2023
Pour des articles plus généraux, voir Championnats du monde d'athlétisme 2023 et 110 mètres haies aux championnats du monde d'athlétisme.
Navigation
Eugene 2022 Tokyo 2025

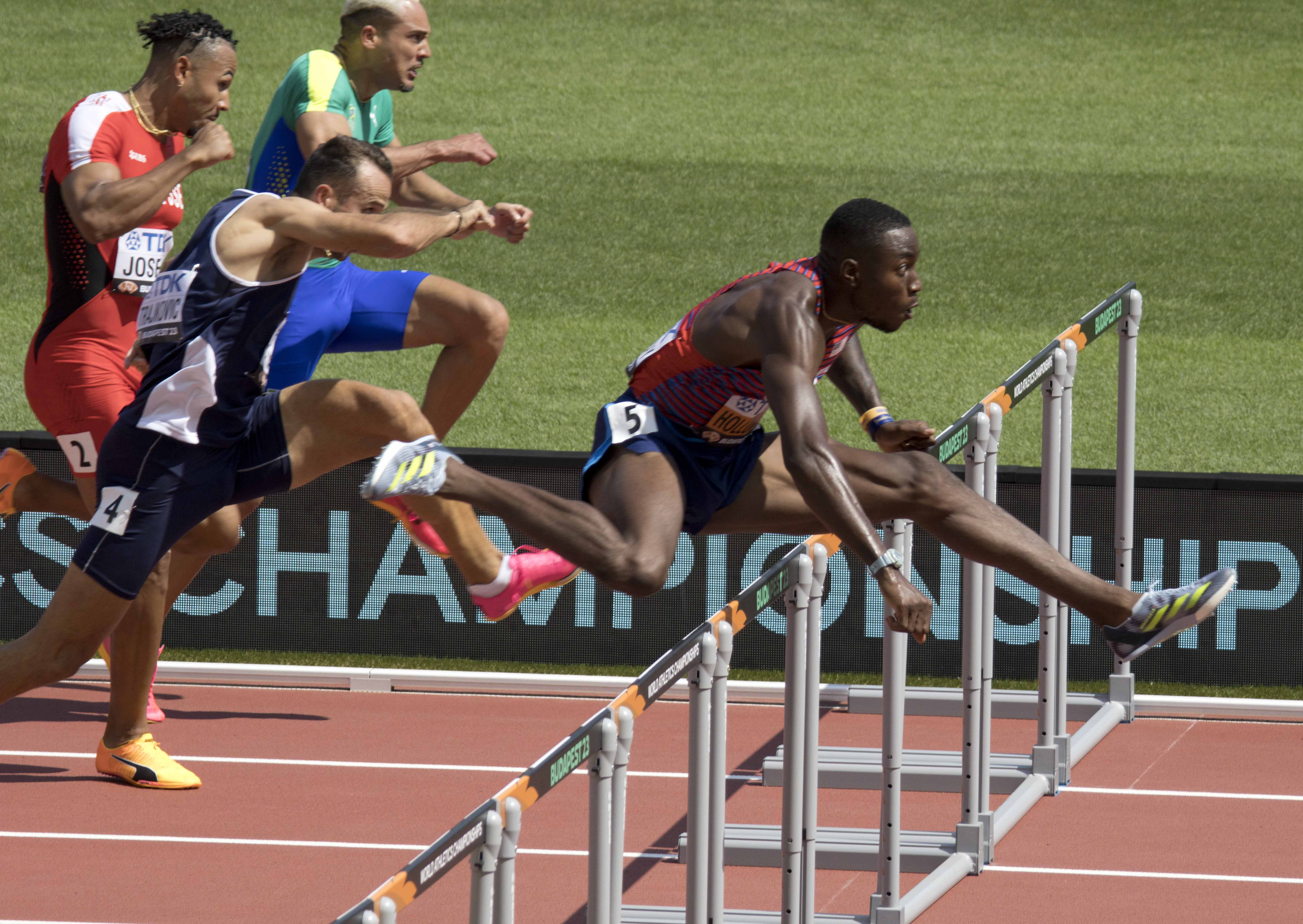
Grant Holloway

L'épreuve du 110 mètres haies des championnats du monde de 2023 se déroule les 20 et 21 août 2023 au sein du Centre national d'athlétisme à Budapest, en Hongrie.

## Qualification
La période de qualification est comprise entre le 31 juillet 2022 et le 30 juillet 2023. Le minima de qualification est fixé à 13 s 28.

## Résultats

### Séries
Les 4 premiers de chaque série (Q) et les 4 meilleurs temps (q) se qualifient pour les demi-finales.
| Rang | Série | Athlète                 | Pays           | Temps | Notes |
| ---- | ----- | ----------------------- | -------------- | ----- | ----- |
| 1    | 4     | Grant Holloway          | États-Unis     | 13.18 | Q     |
| 2    | 3     | Louis François Mendy    | Sénégal        | 13.24 | Q     |
| 3    | 1     | Hansle Parchment        | Jamaïque       | 13.30 | Q     |
| 4    | 2     | Wilhem Belocian         | France         | 13.31 | Q     |
| 5    | 5     | Tade Ojora              | Royaume-Uni    | 13.32 | Q     |
| 6    | 1     | Enrique Llopis          | Espagne        | 13.33 | Q, SB |
| 7    | 4     | Milan Trajkovic         | Chypre         | 13.33 | Q     |
| 8    | 2     | Shunsuke Izumiya        | Japon          | 13.33 | Q     |
| 9    | 1     | Sasha Zhoya             | France         | 13.35 | Q     |
| 10   | 5     | Shunya Takayama         | Japon          | 13.35 | Q     |
| 11   | 5     | Daniel Roberts          | États-Unis     | 13.36 | Q     |
| 12   | 4     | Eduardo Rodrigues       | Brésil         | 13.37 | Q, SB |
| 13   | 4     | Jason Joseph            | Suisse         | 13.38 | Q     |
| 14   | 4     | Orlando Bennett         | Jamaïque       | 13.39 | q     |
| 15   | 3     | Freddie Crittenden      | États-Unis     | 13.40 | Q     |
| 16   | 5     | Max Hrelja              | Suède          | 13.42 | Q, PB |
| 17   | 5     | Just Kwaou-Mathey       | France         | 13.42 | q     |
| 18   | 1     | Cordell Tinch           | États-Unis     | 13.49 | Q     |
| 19   | 3     | Damian Czykier          | Pologne        | 13.49 | Q, SB |
| 20   | 3     | Lorenzo Simonelli       | Italie         | 13.50 | Q     |
| 21   | 2     | Rafael Pereira          | Brésil         | 13.52 | Q     |
| 22   | 2     | Hassane Fofana          | Italie         | 13.53 | Q     |
| 23   | 1     | Yaqoub Mohamed al-Youha | Koweït         | 13.56 | q     |
| 24   | 4     | Yves Cherubin           | Haïti          | 13.56 | q, PB |
| 25   | 5     | Gabriel Constantino     | Brésil         | 13.58 |       |
| 26   | 2     | Finley Gaio             | Suisse         | 13.61 |       |
| 27   | 4     | Jakub Szymanski         | Pologne        | 13.65 |       |
| 28   | 3     | Jacob Mccorry           | Australie      | 13.67 |       |
| 29   | 2     | Richard Diawara         | Mali           | 13.68 | PB    |
| 30   | 1     | Joel Bengtsson          | Suède          | 13.68 |       |
| 31   | 5     | Elmo Lakka              | Finlande       | 13.69 |       |
| 32   | 2     | Shenglong Zhu           | Chine          | 13.69 |       |
| 33   | 1     | Saguirou Badamassi      | Niger          | 13.70 |       |
| 34   | 3     | Kuei-Ru Chen            | Taipei chinois | 13.72 |       |
| 35   | 1     | Bálint Szeles           | Hongrie        | 13.77 |       |
| 36   | 4     | David Yefremov          | Kazakhstan     | 13.78 |       |
| 37   | 5     | Amine Bouanani          | Algérie        | 13.90 |       |
| 38   | 4     | Mikdat Sevler           | Turquie        | 13.92 |       |
| 39   | 5     | Nick Andrews            | Australie      | 13.92 |       |
| 40   | 3     | Rasheem Brown           | Îles Caïmans   | 14.02 |       |
| 41   | 2     | Krzysztof Kiljan        | Pologne        | 14.09 |       |
| 42   | 1     | Antonio Alkana          | Afrique du Sud | 14.25 |       |
| 43   | 3     | Taiga Yokochi           | Japon          | 14.39 | qR    |
|      | 2     | Jérémie Lararaudeuse    | Maurice        | DNF   |       |
|      | 3     | Rasheed Broadbell       | Jamaïque       | DQ    |       |

### Demi-finales
| Rang | Série | Athlète                 | Pays        | Temps         | Notes |
| ---- | ----- | ----------------------- | ----------- | ------------- | ----- |
| 1    | 2     | Grant Holloway          | États-Unis  | 13.02         | Q     |
| 2    | 2     | Sasha Zhoya             | France      | 13.15         | Q, PB |
| 3    | 1     | Shunsuke Izumiya        | Japon       | 13.16         | Q     |
| 4    | 3     | Freddie Crittenden      | États-Unis  | 13.17         | Q, SB |
| 5    | 3     | Hansle Parchment        | Jamaïque    | 13.18         | Q     |
| 6    | 1     | Daniel Roberts          | États-Unis  | 13.19         | Q     |
| 7    | 3     | Wilhem Belocian         | France      | 13.23         | q     |
| 8    | 3     | Jason Joseph            | Suisse      | 13.25         | q     |
| 9    | 2     | Enrique Llopis          | Espagne     | 13.30         | PB    |
| 10   | 2     | Cordell Tinch           | États-Unis  | 13.31 [0.306] |       |
| 11   | 1     | Just Kwaou-Mathey       | France      | 13.31 [0.308] |       |
| 12   | 2     | Milan Trajković         | Chypre      | 13.33         |       |
| 13   | 3     | Shunya Takayama         | Japon       | 13.34 [0.334] |       |
| 14   | 1     | Orlando Bennett         | Jamaïque    | 13.34 [0.335] |       |
| 15   | 1     | Tade Ojora              | Royaume-Uni | 13.43         |       |
| 16   | 3     | Yaqoub Mohamed al-Youha | Koweït      | 13.44         | SB    |
| 17   | 3     | Hassane Fofana          | Italie      | 13.50         |       |
| 18   | 2     | Eduardo Rodrigues       | Brésil      | 13.52 [0.511] |       |
| 19   | 3     | Rafael Pereira          | Brésil      | 13.52 [0.515] |       |
| 20   | 1     | Max Hrelja              | Suède       | 13.60         |       |
| 21   | 2     | Yves Cherubin           | Haïti       | 13.66         |       |
| 22   | 2     | Lorenzo Ndele Simonelli | Italie      | 13.69         |       |
| 23   | 1     | Damian Czykier          | Pologne     | 13.97         |       |
| 24   | 2     | Taiga Yokochi           | Japon       | 14.93         |       |
|      | 1     | Louis François Mendy    | Sénégal     | DQ            |       |

### Finale
Vent: 0,0 m/s
| Rang               | Couloir | Athlète            | Pays       | Temps   | Notes |
| ------------------ | ------- | ------------------ | ---------- | ------- | ----- |
| Médaille d'or      | 5       | Grant Holloway     | États-Unis | 12 s 96 | SB    |
| Médaille d'argent  | 8       | Hansle Parchment   | Jamaïque   | 13 s 07 | SB    |
| Médaille de bronze | 3       | Daniel Roberts     | États-Unis | 13 s 09 |       |
| 4                  | 4       | Freddie Crittenden | États-Unis | 13 s 16 | SB    |
| 5                  | 6       | Shunsuke Izumiya   | Japon      | 13 s 19 |       |
| 6                  | 7       | Sasha Zhoya        | France     | 13 s 26 |       |
| 7                  | 9       | Jason Joseph       | Suisse     | 13 s 28 |       |
| 8                  | 2       | Wilhem Belocian    | France     | 13 s 32 |       |

## Légende
Records et Performances
- AR : Record continental (area record)
- CR : Record des championnats (championship record)
- MR : Record du meeting (meet record)
- NR : Record national (national record)
- OR : Record olympique (olympic record)
- PR : Record paralympique (paralympic record)
- PB : Record personnel (personal best)
- SB : Meilleure performance personnelle de la saison (season's best)
- WL : Meilleure performance mondiale de l'année (world leader)
- WJR : Record du monde junior (world junior record)
- WR : Record du monde (world record)

Circonstances et Conditions
- DNF : N'a pas terminé (did not finish)
- DNS : N'a pas pris le départ (did not start)
- DQ : Disqualification (disqualification)
- NM : Aucun essai valable enregistré (No Mark)
- Q : Qualifié « directement » au prochain tour (ou à la prochaine compétition), lors d'une compétition majeure, grâce au classement ou à la réalisation des minima (automatic qualifier)
- q : Qualifié au prochain tour (ou à la prochaine compétition), lors d'une compétition majeure, grâce au repêchage ou à la réalisation de l'une des meilleures performances parmi celles des « non qualifiés directement » (grâce au meilleur temps ou à la meilleure distance par exemple) (secondary qualifier)